# Порумбрей
Порумбрей (рум. Porumbrei) — село в Молдові в Чимішлійському районі. Є центром однойменної комуни, до складу якої також входить село Сагайдакул-Ноу.